# Федерално правосъдие в Бразилия
Федералното правосъдие в Бразилия (на португалски: Justiça Federal) е функция на онези органи на съдебната власт в Бразилия, които притежават компетенции, определени в чл. 109 от Конституцията на Бразилия, а именно правото да разглеждат дела, в които Федералната държава или автономна правителствена агенция, или федерално публично предприятие (автаркия) е ищец, ответник, заинтересована или свързана страна, с изключение на делата за обявяване на банкрут и делата, касаещи нарушение на трудовото или изборното законодателство.
Органи на федералното правосъдие в Бразилия са федералните съдии и Регионалните федерални съдилища.
Административното ръководство и единството на системата на федералното правораздаване се осигурява от Съвета за федералното правосъдие, който заседава в столицата на Съюза.

## Външни препртаки
- ((pt)) Portal da Justiça Federal Архив на оригинала от 2008-05-16 в Wayback Machine.